# Pracovní vzduchový dýchací přístroj PSS 7000

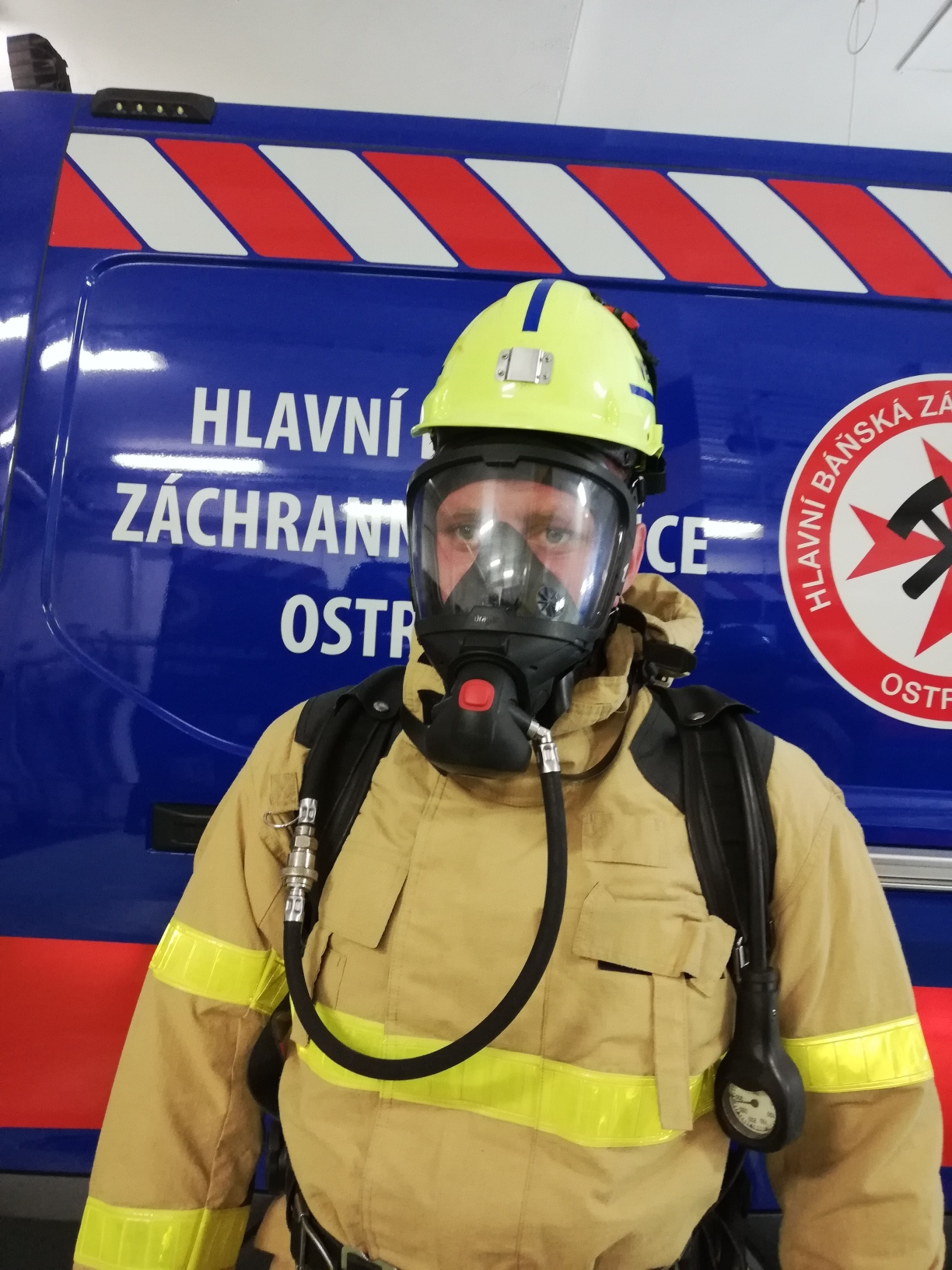
Pracovní vzduchový přístroj PSS 7000

Přístroj PSS 7000 je pracovní vzduchový dýchací přístroj pro práci v nedýchatelném ovzduší.
Používá se jako pracovní dýchací přístroj při záchranářských akcích v dolech, na povrchu v nedýchatelném ovzduší, při práci v těsných důlních dílech, k vyvádění horníků , osob z nedýchatelného (důlního) ovzduší do čerstvého větrního proudu. Uplatnění najde i v protiplynové službě při práci v ovzduší s vysokým obsahem toxických látek, nebo v ovzduší s nízkým obsahem kyslíku. Tak jako v báňské záchranné službě při výkonu povolání ho používají i hasiči v profesionálních útvarech HZS, nebo v dobrovolných útvarech HZS.

## Historie
Roku 1997 započala firma Dräger v Německu seznamovat veřejnost s dýchacím vzduchovým přístrojem, který měl označení PSS 500. Tento přístroj byl vybaven třemi kulovými láhvemi s vodním obsahem dvou litrů plněné na 300 barů. Současně s tímto přístrojem byl vyvinut další vzduchový přístroj s označením PSS 100. Po dobu vývoje vznikly další přístroje s označením PSS 3000, PSS 4000 a PSS 5000. Kolem roku 2006 započala výroba nejvyšší řady s označením PSS 7000. Na stanici HBZS Ostrava se započaly tyto přístroje používat roku 2010, kdy nahradily dosud používané přetlakové vzduchové přístroje Dräger PA 94.

## Schéma dýchacího přístroje PSS 7000

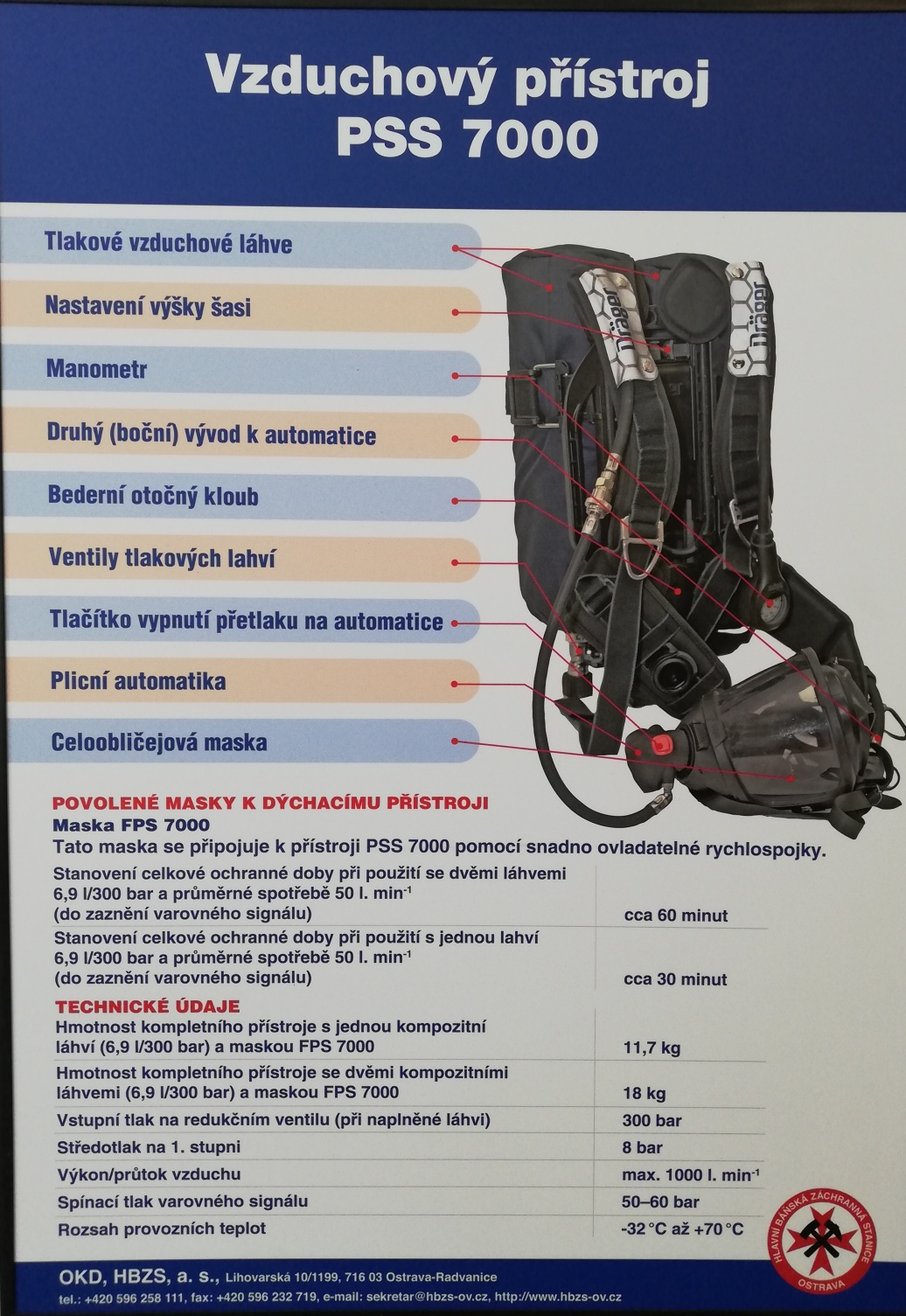
Schéma dýchacího přístroje PSS 7000

## Hlavní parametry přístroje PSS 7000
| PSS 7000 - popis části | Technické údaje                                                                           |
| --- | ----------------------------------------------------------------------------------------- |
| Hmotnost kompletního přístroje s jednou kompozitní láhví (6,9 l/300 barů) a maskou FPS 7000                                             | 11,7 kg                                                                                   |
| Hmotnost kompletního přístroje se dvěma kompozitními láhvemi (6,9 l/300 barů) a maskou FPS 7000                                         | 18 kg                                                                                     |
| Vstupní tlak na redukčním ventilu (při naplněné láhvi)                                                                                  | 300 bar                                                                                   |
| Středotlak na 1. stupni | 8 bar                                                                                     |
| Výkon/průtok vzduchu | maximálně 1000 l/min                                                                      |
| Spínací tlak varovného signálu | 50 - 60 bar                                                                               |
| Rozsah provozních teplot | - 32 °C do + 70 °C                                                                        |
| Povolené masky k dýchacímu přístroji | Maska FPS 7000 Tato maska se připojuje k přístroji pomocí snadno ovladatelné rychlospojky |
| Stanovení celkové ochranné doby při použití se dvěma láhvemi 6,9 l/300 barů a průměrné spotřebě 50 l/min (do zaznění varovného signálu) | cca 60 minut                                                                              |
| Stanovení celkové ochranné doby při použití s jednou láhví 6,9 l/300 barů a průměrné spotřebě 50 l/min (do zaznění varovného signálu)   | cca30 minut                                                                               |
| Hmotnost (rám + popruhy) | 4,24 kg                                                                                   |
| Vstupní tlak | 0 - 300 bar                                                                               |
| Doba výdrže baterie | 365 hodin normálního používání                                                            |

## Záchranářská kontrola přístroje PSS 7000
Báňský záchranář před nástupem do zásahu, je nucen si provést záchranářskou kontrolu přístroje, na kterou dohlíží četař čety. Ta se skládá ze čtyř úkonu. Nejprve si záchranář zkontroluje připojení a upevnění tlakové láhvi současně s připojení plicní automatiky k přístroji. Následně provede těsnost přístroje vysokým tlakem. Jako poslední při záchranářské kontrole následuje kontrola varovného signíálu. Pokud je vše v pořádku, může si záchranář přístroj nasadit a čeká na četařskou kontrolu, kterou mu provede četař

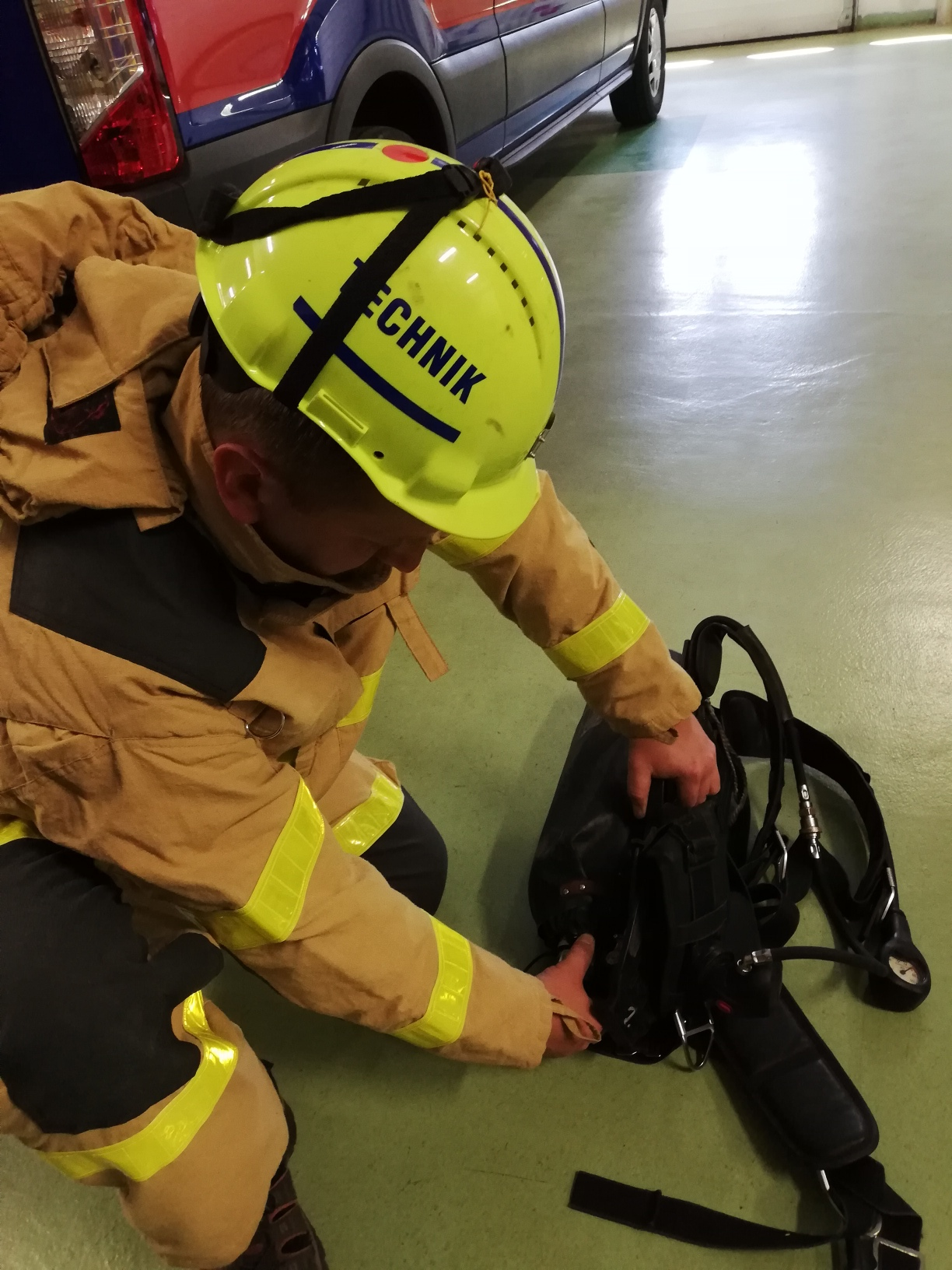
Kontrola spojů na PSS 7000
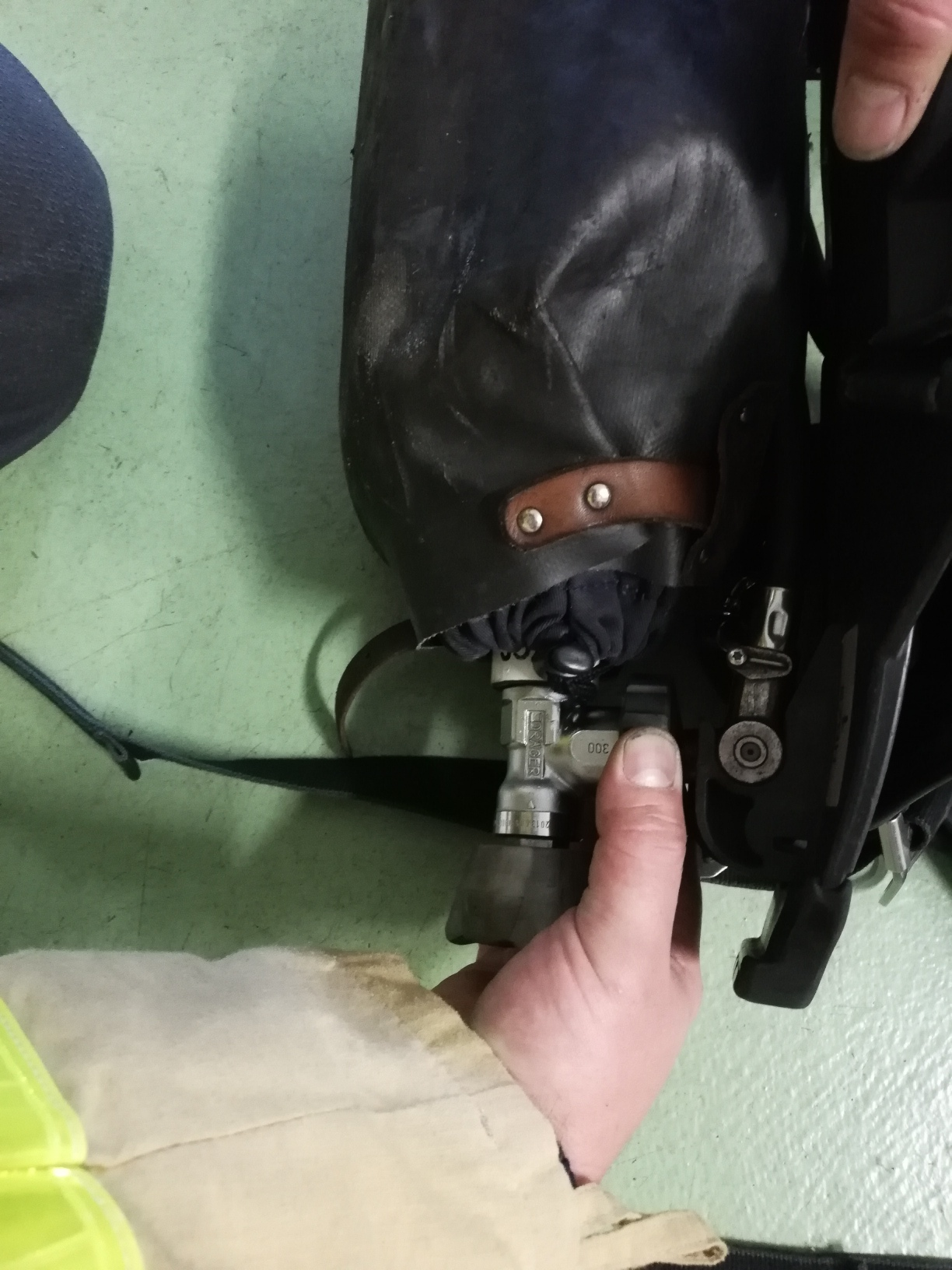
Kontrola spojů na PSS 7000 - detail
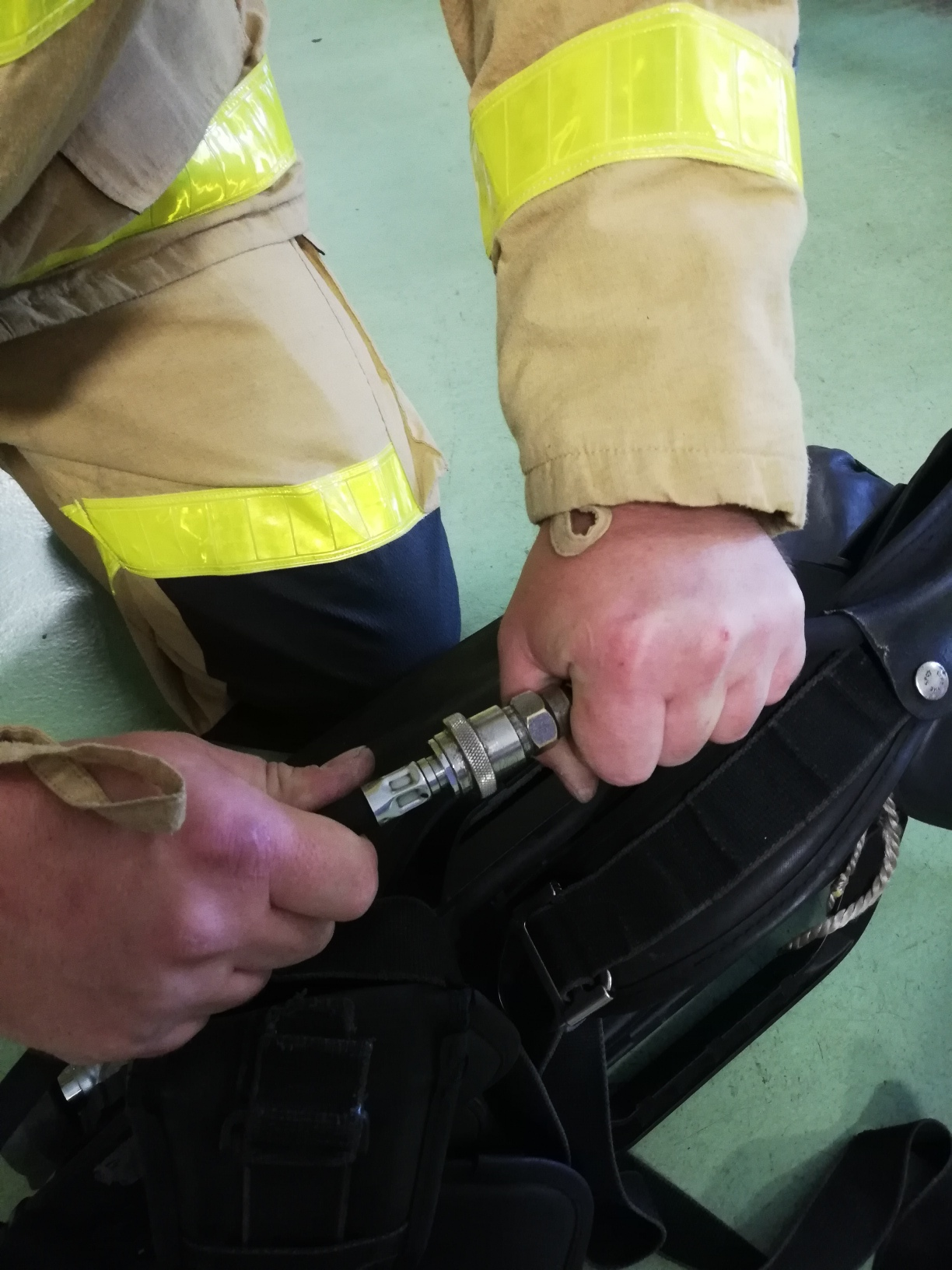
Kontrola bezpečnosti spojení (plicní automatiky) - detail
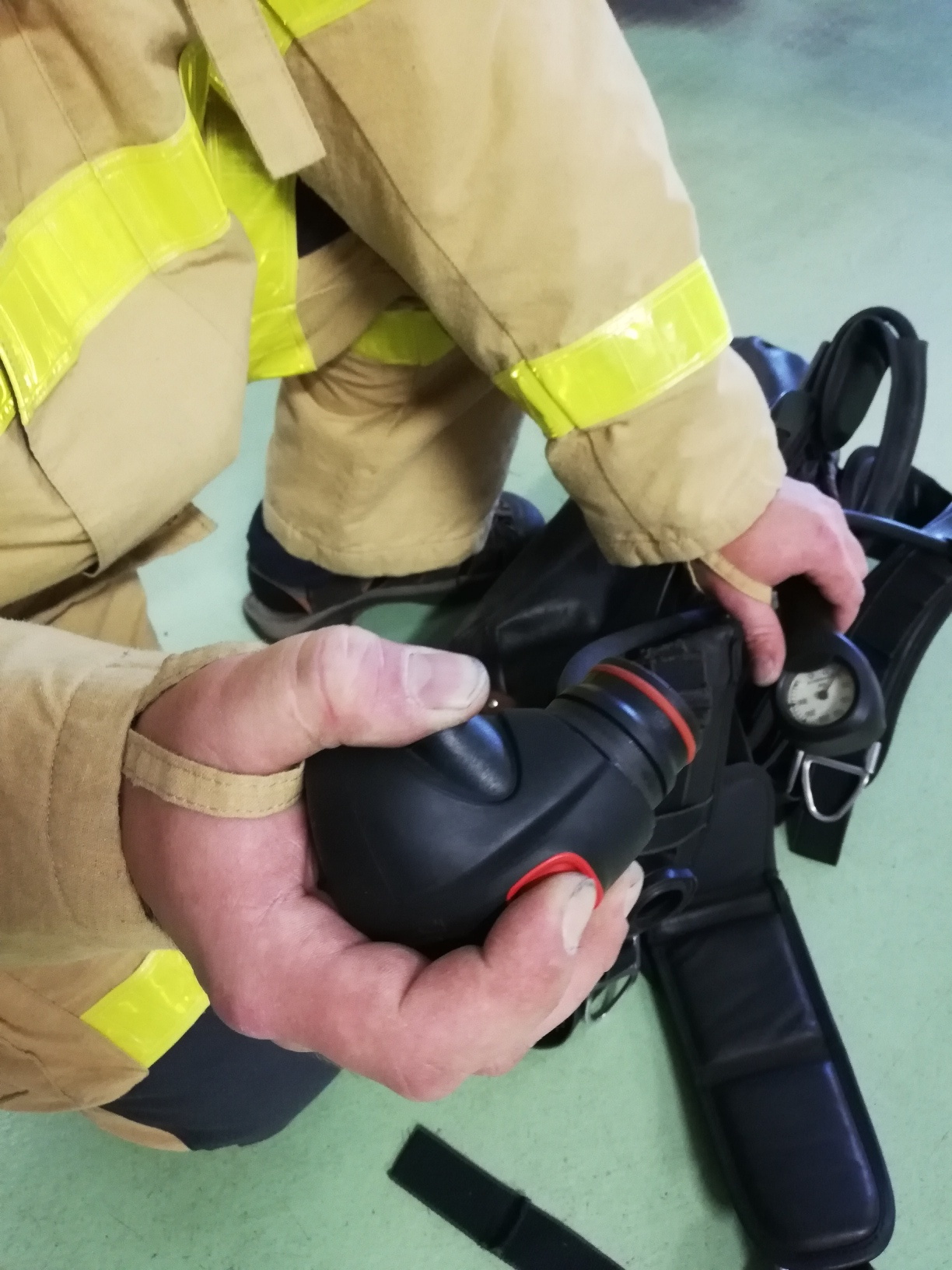
Kontrola varovného signálu
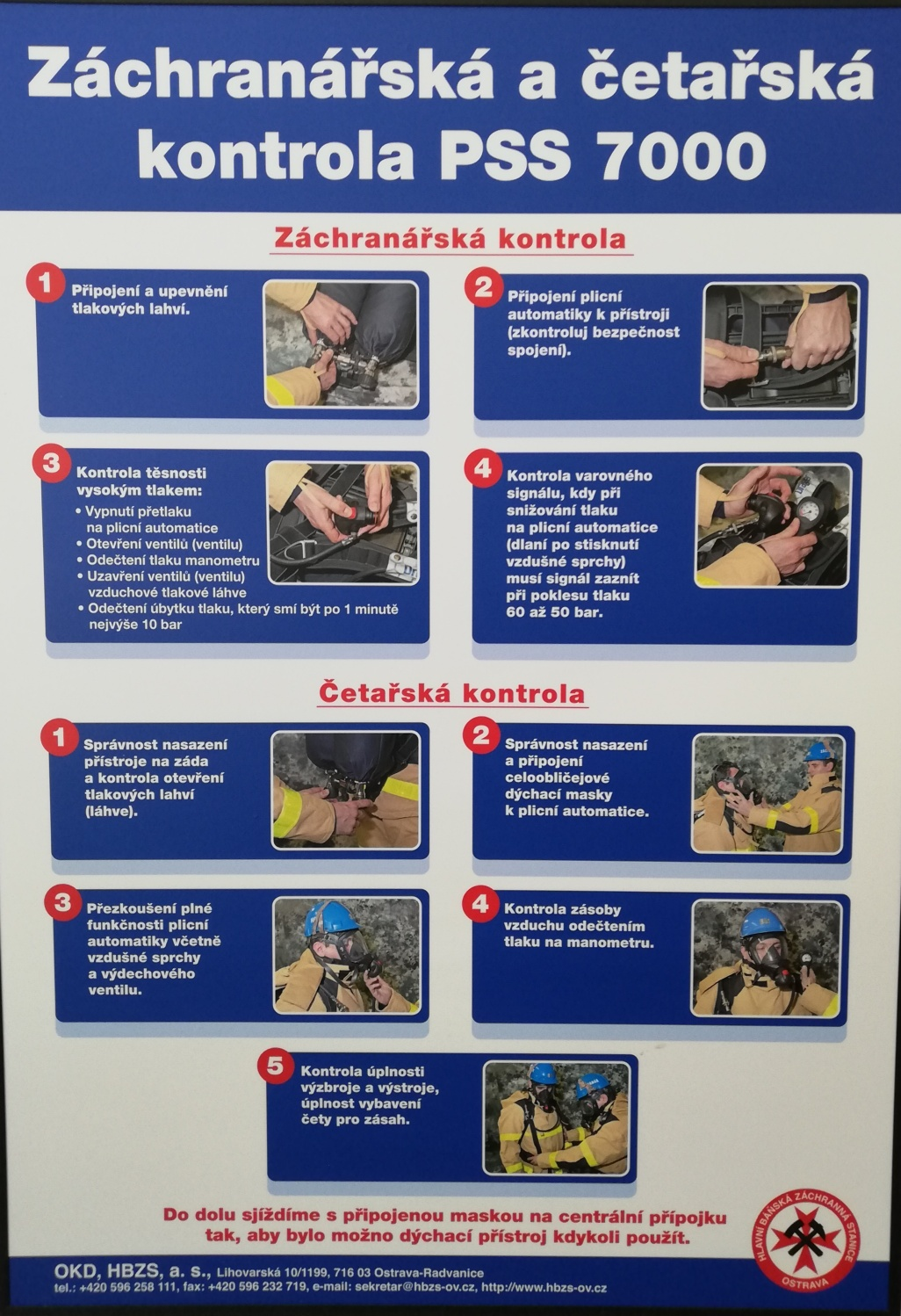
Kontrola PSS 7000

## Četařská kontrola přístroje PSS 7000
Po provedení záchranářské kontroly a nasazení si přístrojů provádí četař četařskou kontrolu u každého báňského záchranáře. Provede kontrolu správnosti nasazení přístroje na záda a kontrolu otevření tlakové láhve (láhví). Následuje kontrola správnosti nasazení a připojení celoobličejové dýchací masky k plicní automatice. Četař pokračuje v kontrole tím, že přezkouší funkčnost plicní automatiky včetně vzdušné sprchy a výdechového ventilu. Zůstava už jen kontrola zásoby vzduchu odečtením tlaku na manometru a kontrola úplnosti výzbroje, výstroje a úplnost vybavení čety pro zásah.

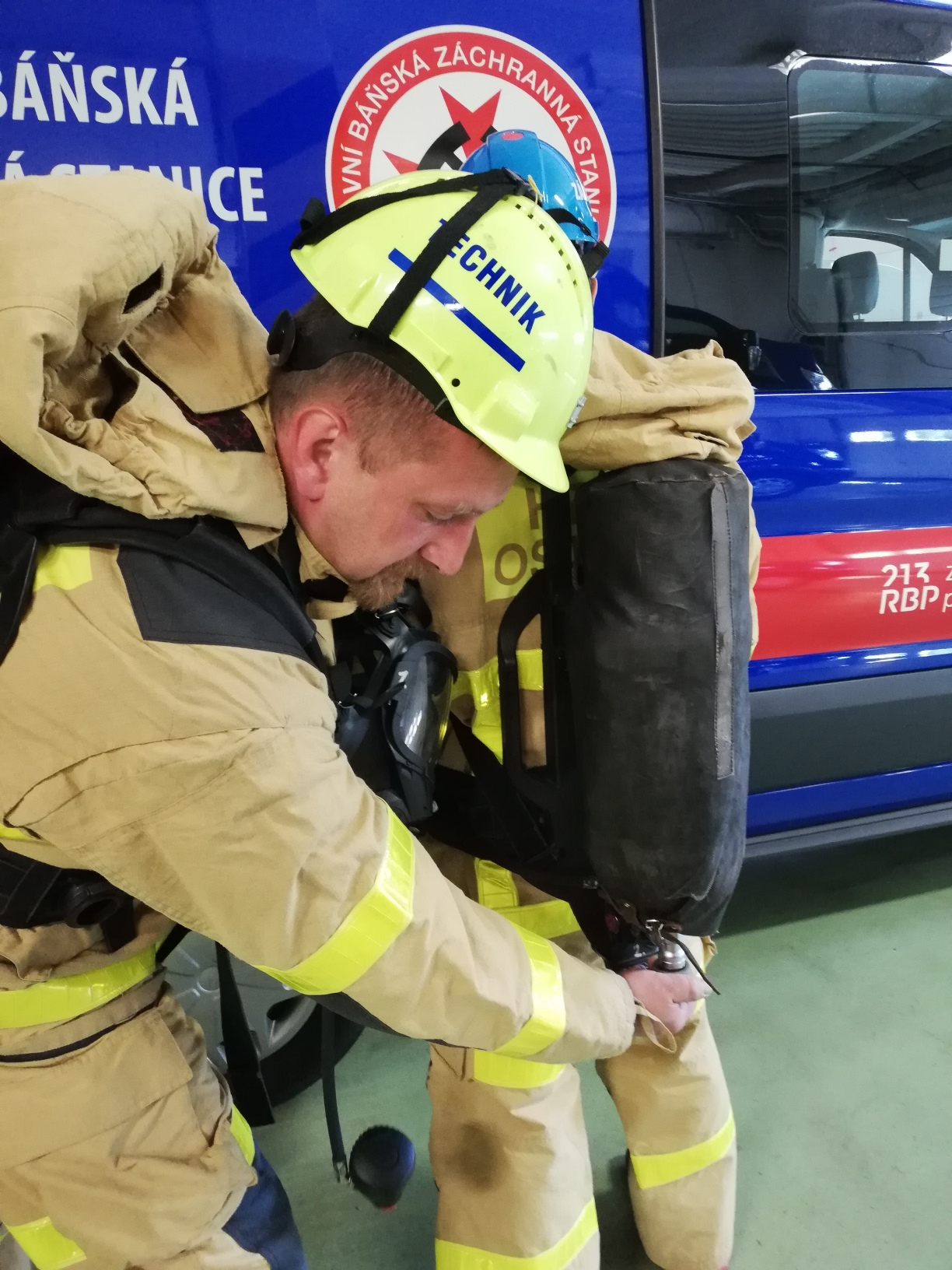
Kontrola správnosti nasazení přístroje, kontrola otevření láhve
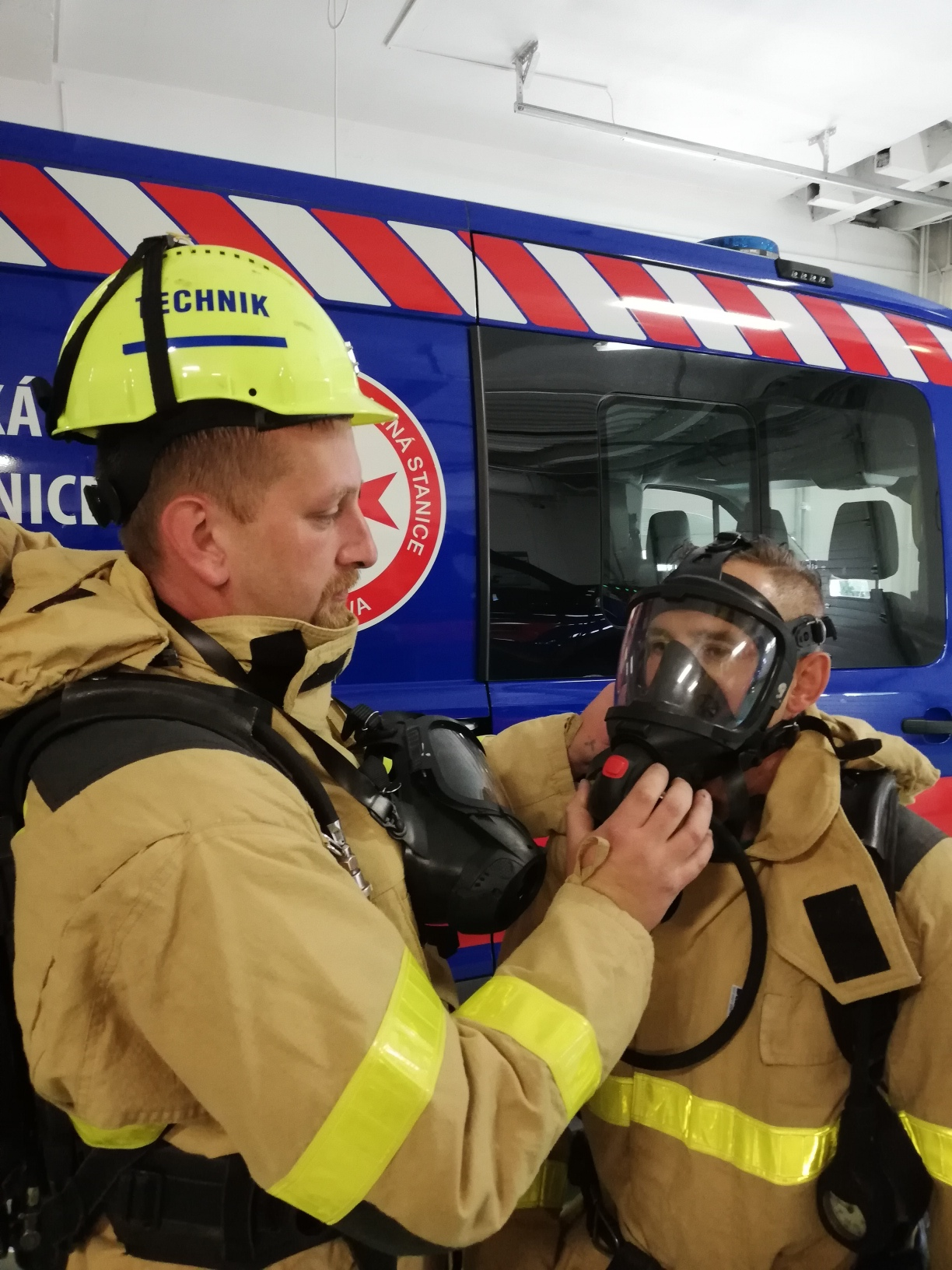
Kontrola správnosti nasazení masky
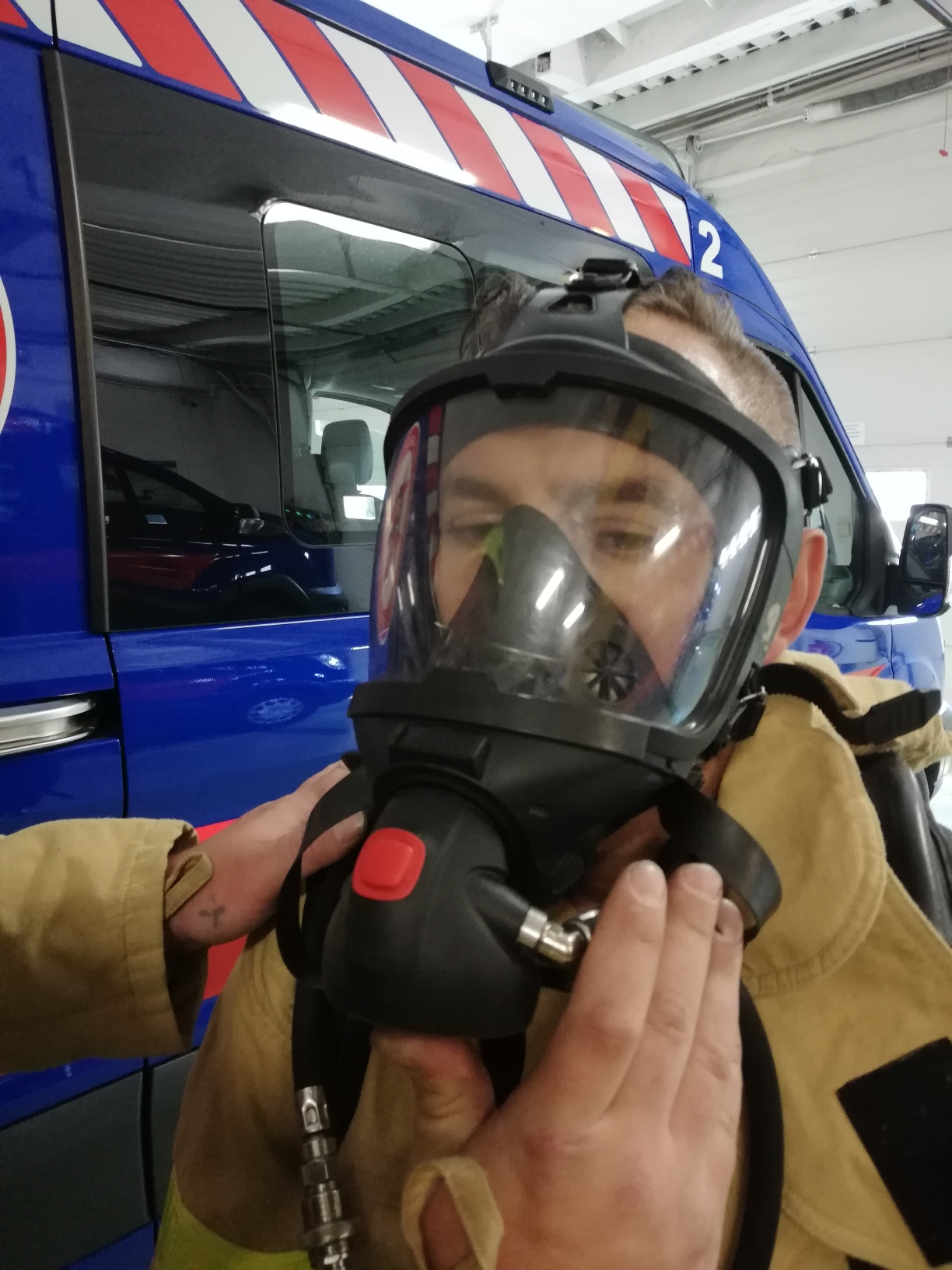
Přezkoušení plícní automatiky
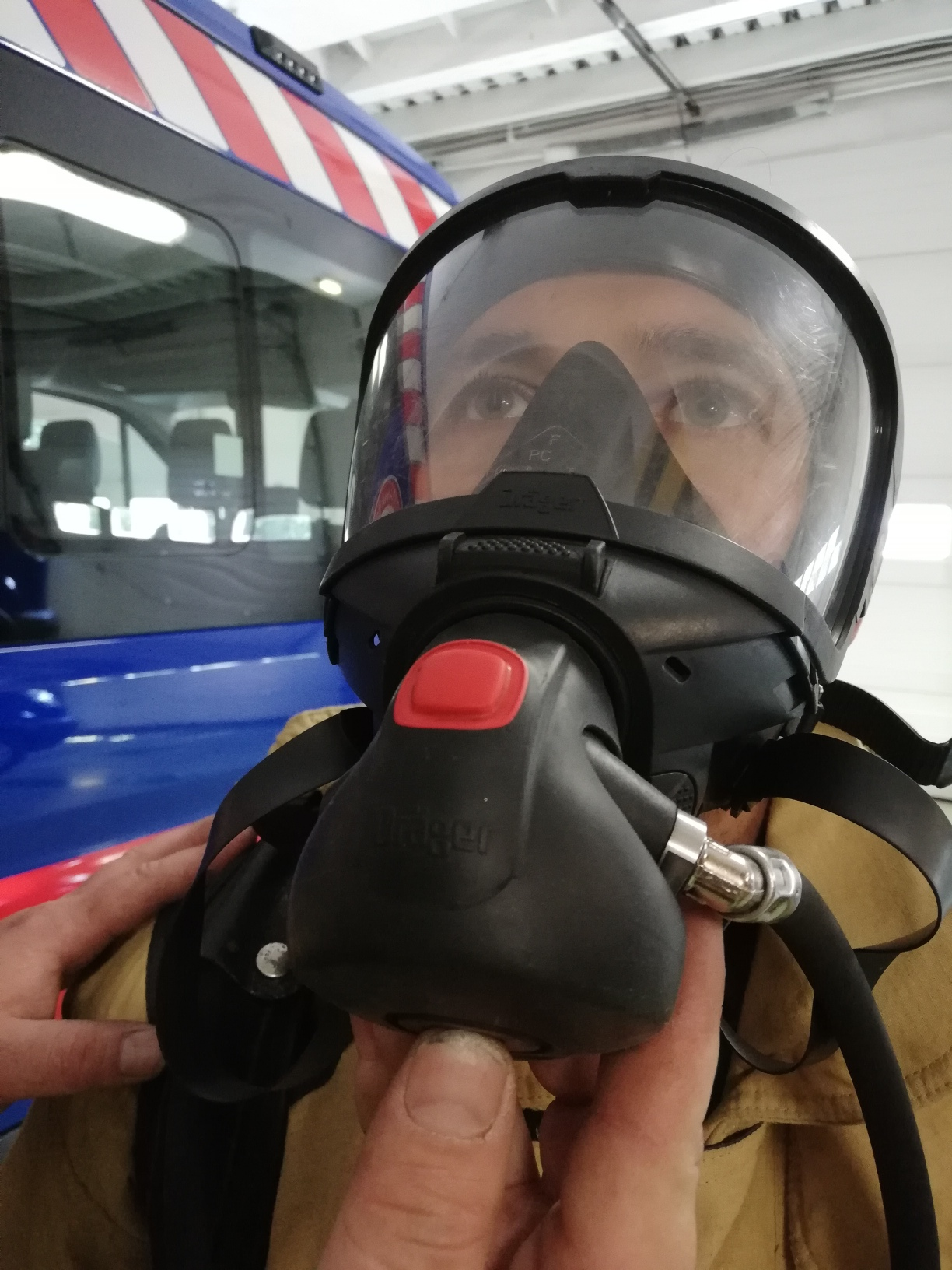
Přezkoušení plícní automatiky - detail
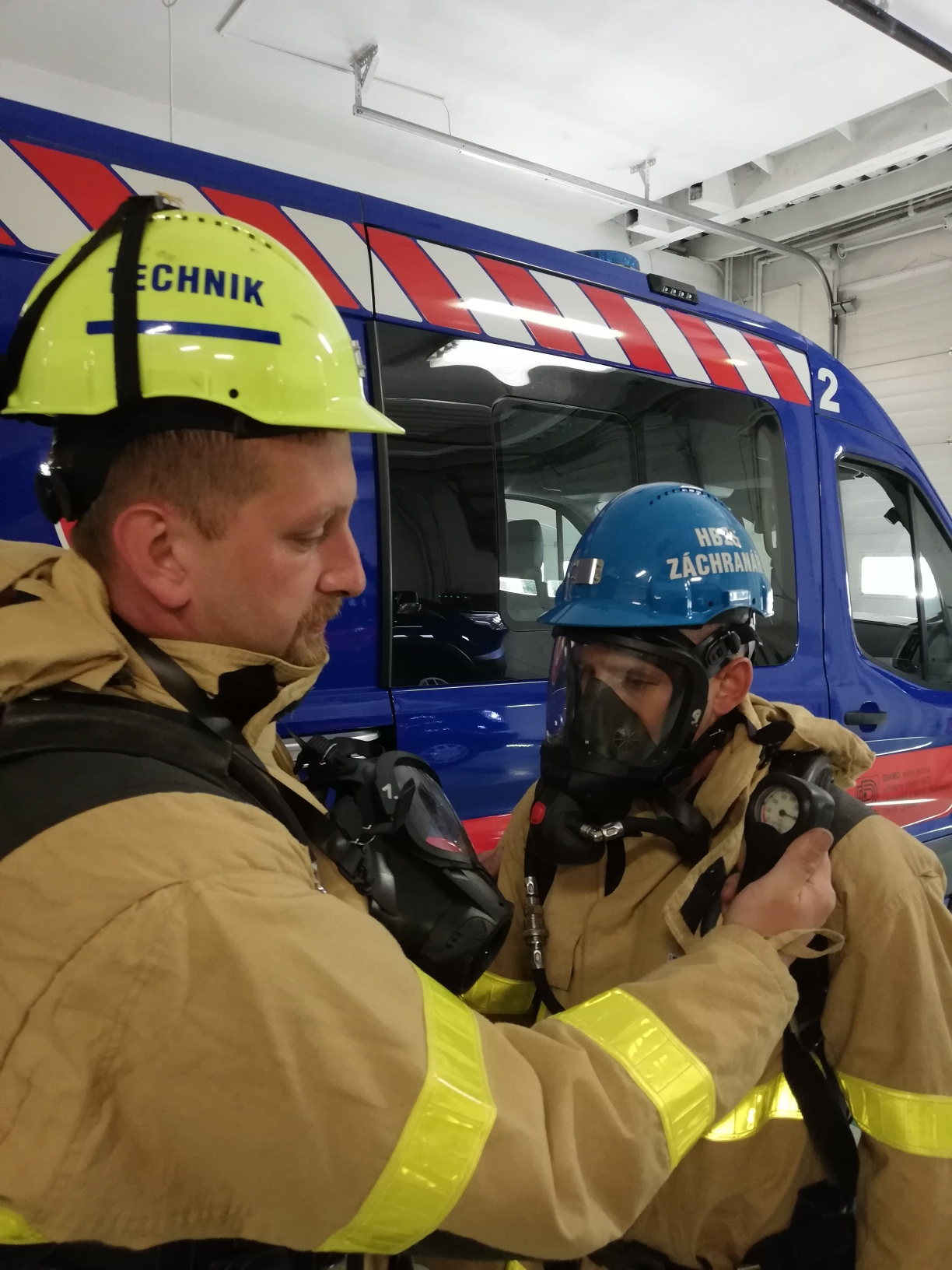
Odečet na manometru
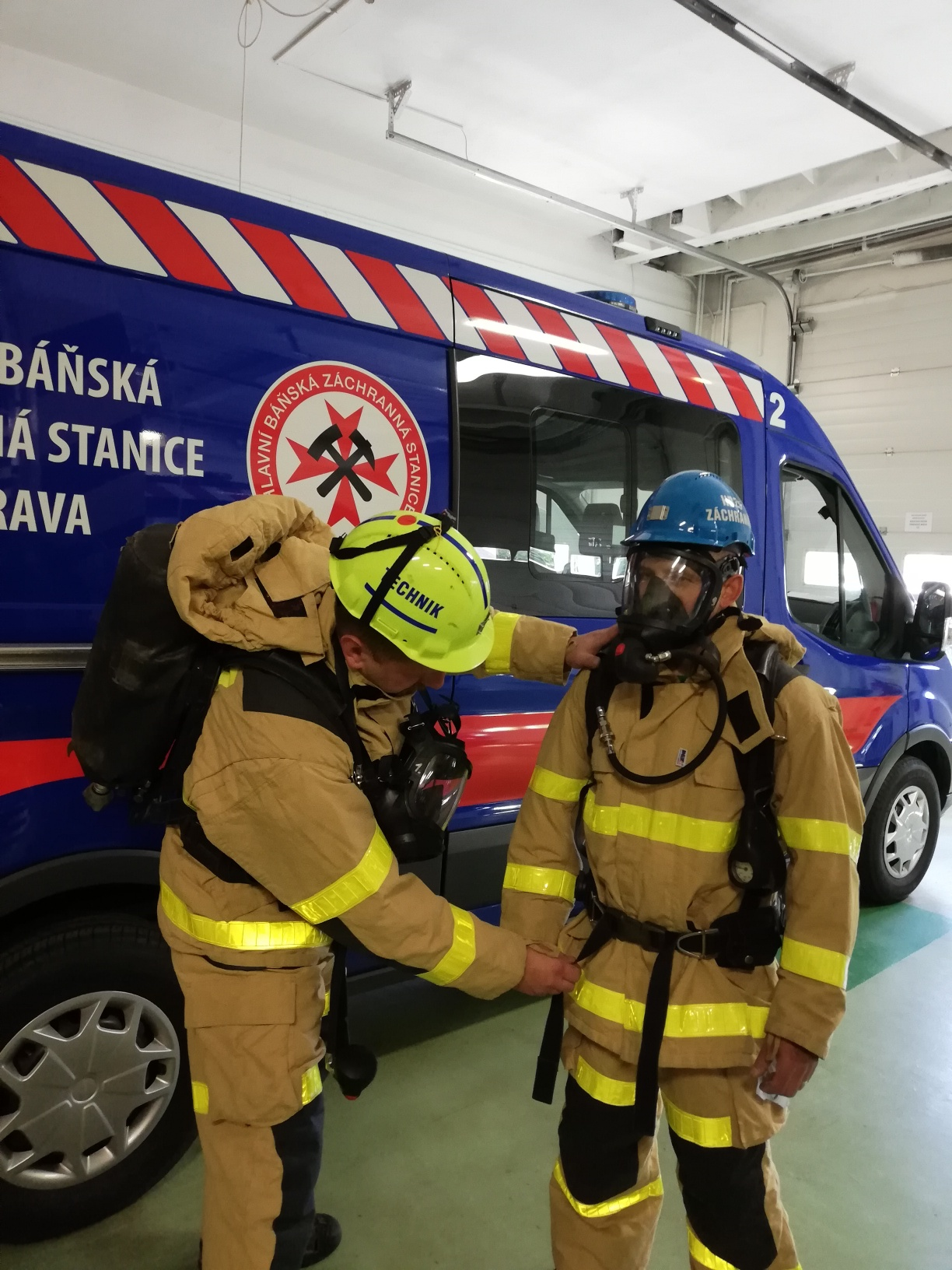
Kontrola výstroje

## V případě nouze kdy dojde k poruše přístroje
Přístroj má na levé straně bederního popruhu vyveden druhý vývod středotlaku opatřený rychlospojkou. Při poruše dýchacího přístroje se na poškozeném přístroji odpojí hadice k plicní automatice a napojí se do druhého vývodu na boku funkčního přístroje.

Baňský záchranář (hasič) musí počítat s tím, že spotřeba při dýchání dvou uživatelů z jednoho přístroje je "dvojnásobná" a průtok plicní automatiky je "poloviční". Pomoci rychlospojky lze vyvést i druhou osobu z nedýchatelného prostředí.

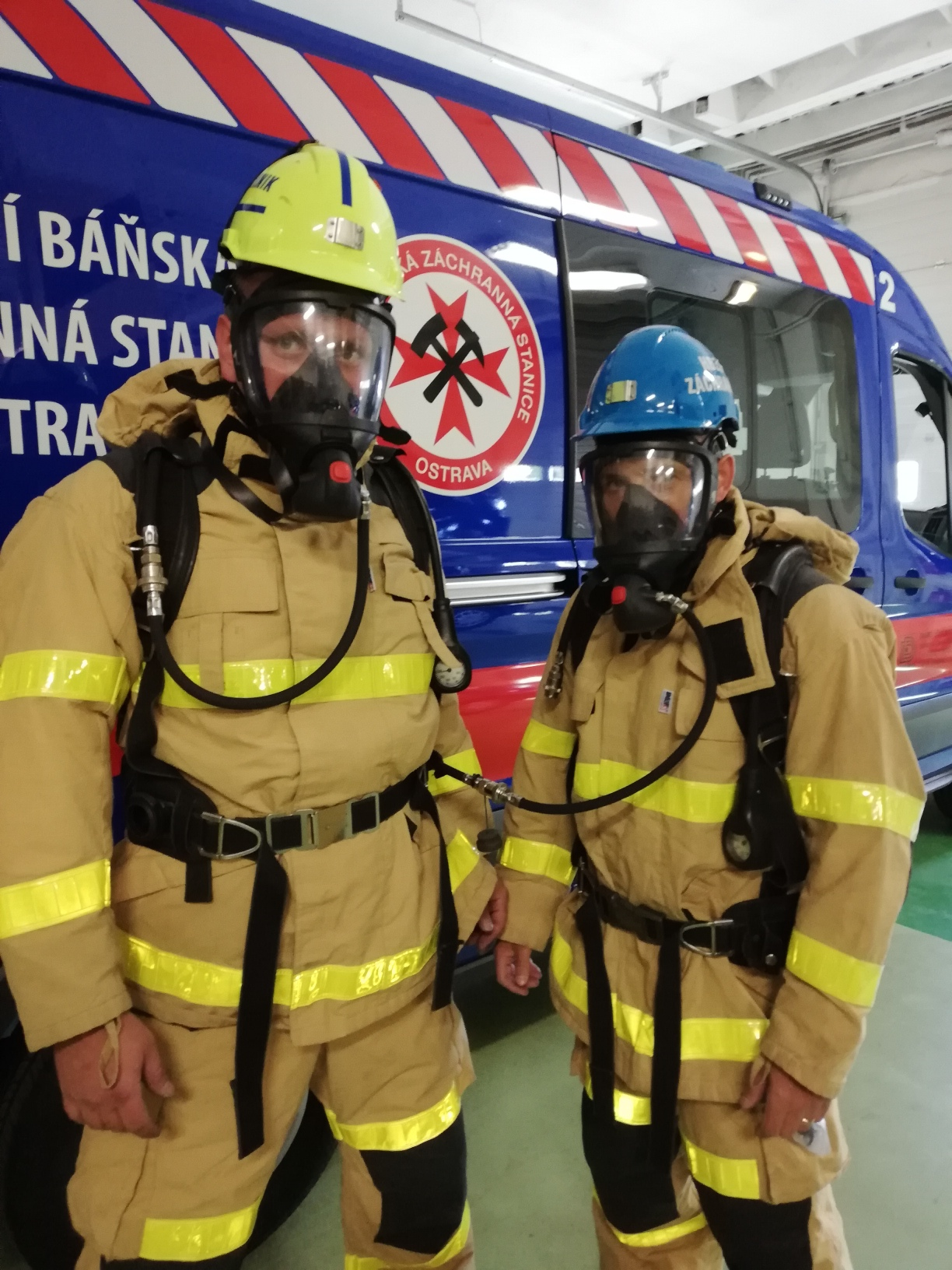
Dýchání dvou uživatelů z jednoho přístroje
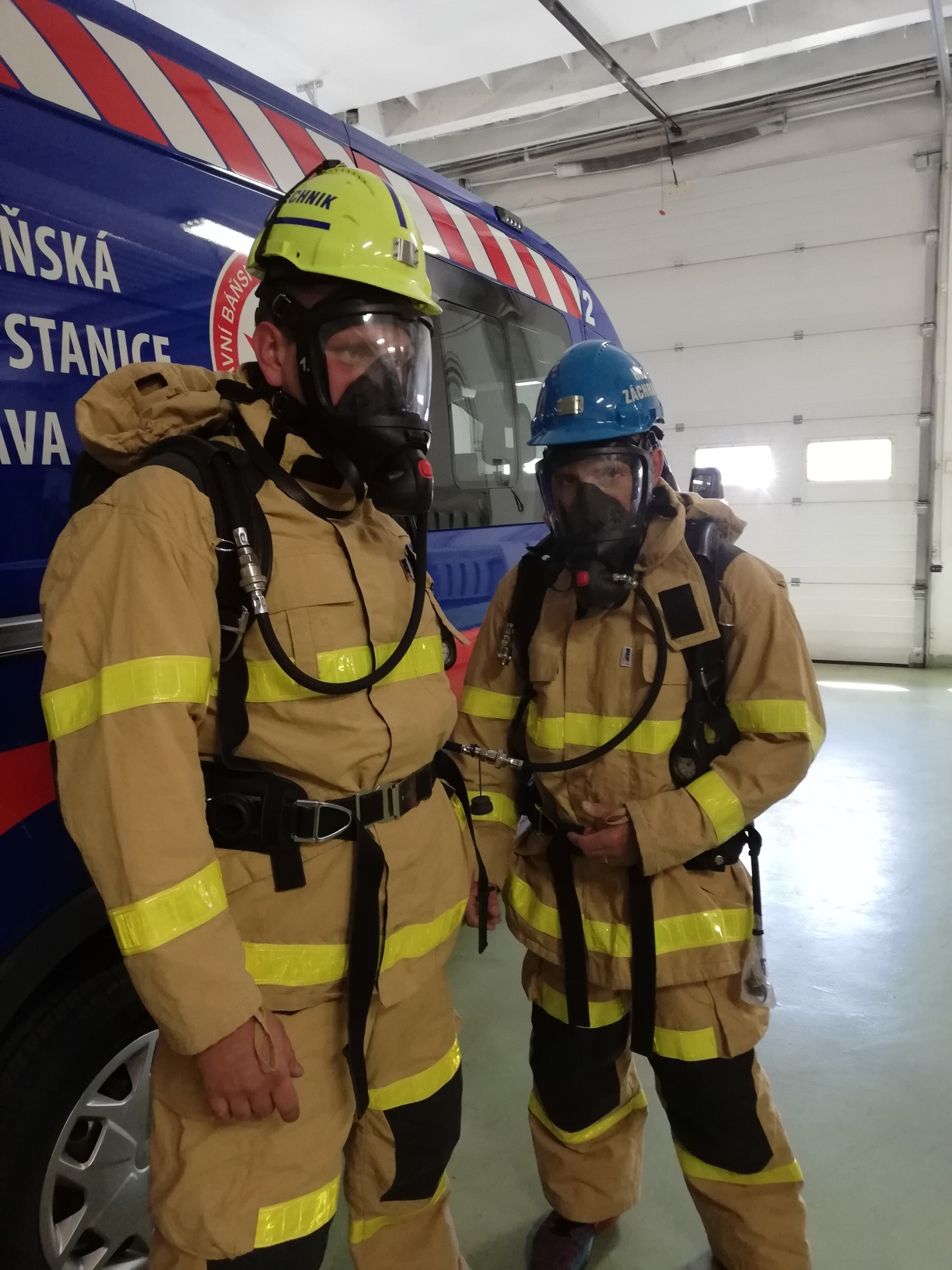
Napojení druhého uživatele
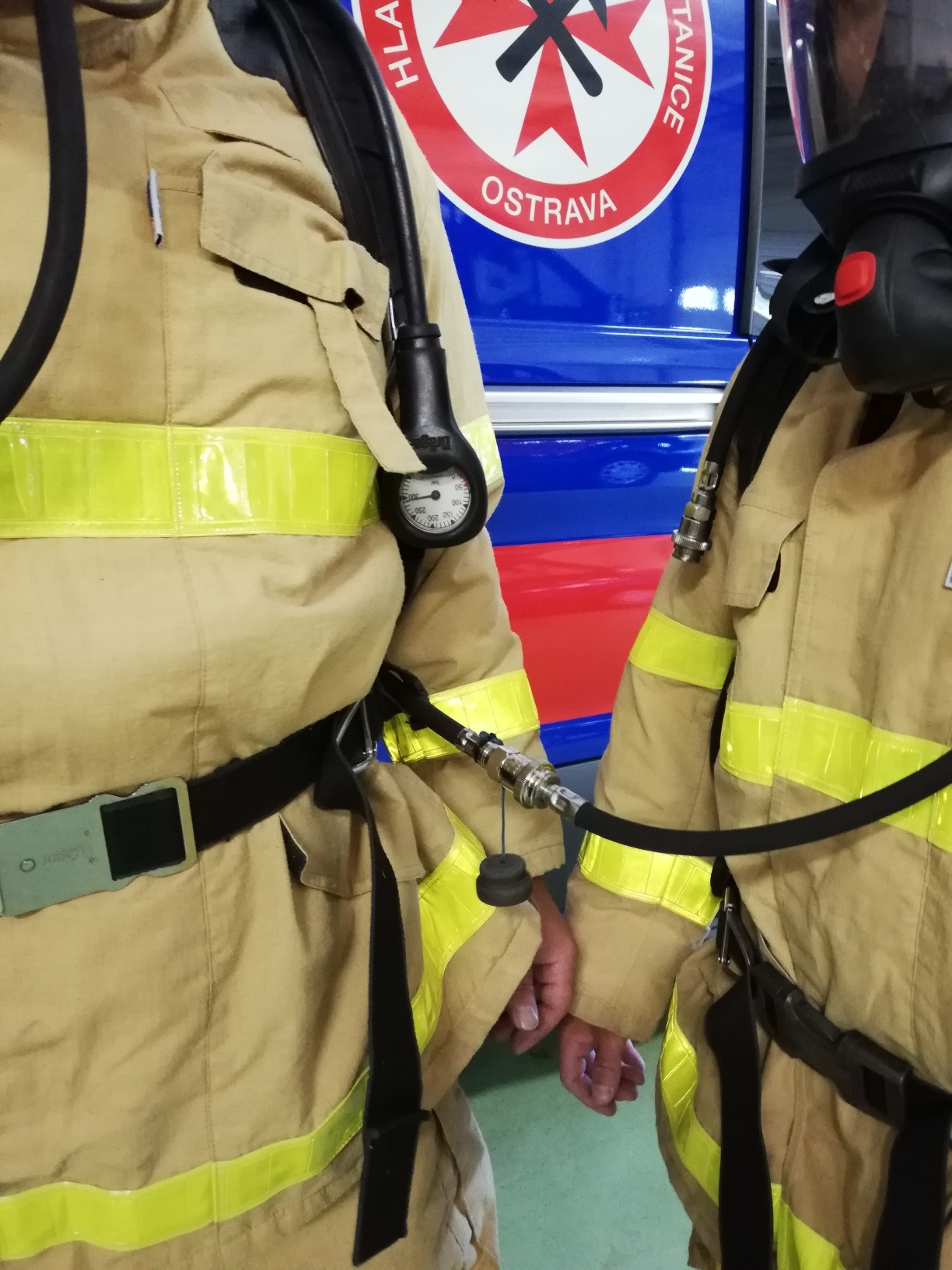
Detalní záběr napojení druhého uživatele

## Postup při nasazování přístroje před vstupem do nedýchatelného ovzduší (dle pokynu HBZS Ostrava)
Nejdříve si báňský záchranář (hasič) upraví výšku nosného rámu (šasi), současně si povolí ramenní popruhy a bederní popruh dýchacího přístroje. Nasadí si přístroj na záda a dotáhne popruhy. Vypne přetlak (červené tlačítko) na plicní automatice a připojí masku. Otevře ventil na tlakové láhvi a řádně si nasadí dýchací masku na obličej, dotáhne popruhy na masce a začne rytmický dýchat.

## Práce v dýchacím přístroji
V dýchacím přístroji PSS 7000 mohou pracovat (zasahovat) pouze osoby, které byly prokazatelně seznámení a vycvičení v jeho používání.